# Araiostegia multidentata
Araiostegia multidentata là một loài dương xỉ trong họ Davalliaceae. Loài này được Wall. ex Hook. Copel. mô tả khoa học đầu tiên năm 1927.